# Чернівецький музично-драматичний театр імені Ольги Кобилянської
Чернівецький академічний обласний український музично-драматичний театр імені Ольги Кобилянської (Драмтеатр Кобилянської) — державний заклад культури, діяльність якого спрямована на створення, публічне виконання та показ творів театрального мистецтва. Розміщується у будинку міського театру Чернівців.
Заснований у 1940 році на базі Харківського державного театру революції як «Чернівецький державний український драматичний театр». З 1954 року — «Чернівецький обласний український музично-драматичний театр імені Ольги Кобилянської». Статус «Академічного» — з 22 липня 2008 року. У 2023 було відкрито новий камерний сценічний простір театру — сцену-масйстерню (вул. Лесі Українки, 9).

## Історія

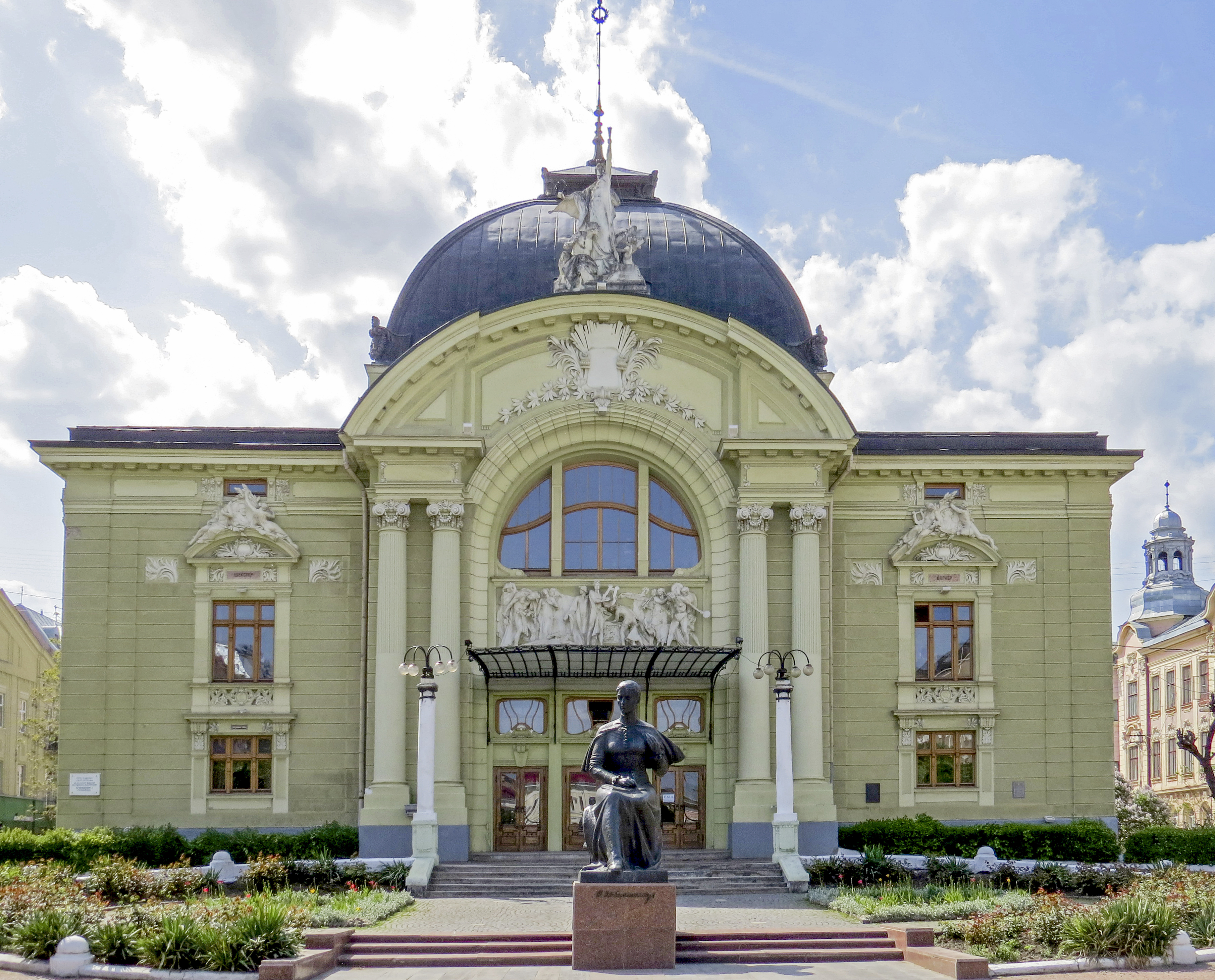
будинок Чернівецького міського театру

Велике театральне мистецтво почало з'являтись у Чернівцях наприкінці XVIII ст., коли частину Буковини було включено до Габсбурзької монархії. Першу театральну постановку чернівчани побачили 1784-го року, коли у місті гастролював італійський театр тіней. Спеціалізованого театрального приміщення у столиці Герцогства Буковина не існувало, тому вистави проводились у пристосованих місцях. У 1876 році у місті був збудований перший стаціонарний, щоправда дерев'яний, театр, який прослужив за призначенням до 1904 року.
Урочисте відкриття нового міського театру відбулося 3 жовтня 1905 року постановкою п'єси Франца Шьонтана «Марія Терезія».
На сцені місцевого театру демонструвалися опери, оперети, драматичні та комедійні вистави, зінгшпілі західноєвропейських класиків Джузеппе Верді, Ріхарда Вагнера, Йоганна-Фрідріха Шиллера тощо, виступали великі майстри оперної та драматичної сцени Європи: Енріко Карузо, Федір Шаляпін, Соломія Крушельницька, Александр Моіссі та багато інших.

### Історія театральної трупи
Приміщення театру в Чернівцях використовувалось лише для гастрольних вистав європейських колективів. Тільки після звільнення Північної Буковини від румунської окупації та утворення Чернівецької області у складі УРСР, у місті з'явилась місцева театральна трупа, близько третини якої складали місцеві актори, зокрема Сидір Терлецький. У грудні 1940 року за рішенням Ради Народних Комісарів УРСР творчий колектив Харківського державного театру революції був перебазований на постійну роботу до Чернівців. Художнім керівником театру було призначено заслуженого артиста УРСР Івана Юхименка.
14 січня 1941 року чернівецькій публіці було презентовано прем'єру «Лісової пісні» за драмою-феєрією Лесі Українки. Свій перший сезон в Чернівцях театр закінчив 28 травня прем'єрою вистави «Украдене щастя» за п'єсою Івана Франка. Накресливши репертуарний план на майбутній сезон, колектив 1 червня 1941 року розпочав літні гастролі у місті Станиславові, які проходили з шаленим успіхом, але були перервані початком нацистсько-радянської війни.
Наприкінці червня колектив повернувся до Чернівців, звідки більша частина евакуювалась до Харкова, а велика група акторів і працівників театру (45 чоловік, серед яких Віктор Мізиненко) були мобілізовані до діючої армії. Восени 1941 року театр був евакуйований у Краснодарський край (Армавір), звідти до Кисловодську, потім — Гудермес, Грозний, Дагестан, Оренбурзьку область, Татарську АРСР, Марійську АРСР. За цей період було показано глядачам 115 вистав, дано 20 шефських концертів у військових частинах, шпиталях, військкоматах.

Василь Василько

З жовтня 1943 року художнім керівником і директором театру став один з провідних українських режисерів, учень та послідовник Миколи Садовського, Марії Заньковецької, Леся Курбаса — народний артист СРСР Василь Василько.
Перший сезон у визволених Чернівцях театр відкрив 4 листопада 1944 року виставою «Чому не гаснуть зорі» Олександра Копиленка у постановці Василя Василька.
З ініціативи керівника колективу Василя Василька з 1945 року театр став іменуватися: «Чернівецький державний український музично-драматичний театр». При ньому було створено театральну студію, що відкрила шлях у велике мистецтво цілій плеяді митців — народному артисту СРСР Дмитру Гнатюку, народному артисту Молдавської РСР Борису Раїсову. Вихованцями студії були заслужені артисти України Омелян Савка, Дарій Ластівка та інші артисти.
За роки мистецької діяльності на сцені театру було здійснено понад 500 постановок за творами вітчизняних та зарубіжних драматургів. Але найбільшим досягненням Чернівецького театру стала постановка «Землі» за повістю Ольги Кобилянської (реж. Василь Василько). Вистава мала шалений успіх не лише на Буковині, а й в усіх куточках великої держави: Києві, Харкові, Львові, Москві, Ленінграді, Кишиневі, Одесі, Сімферополі, Донецьку тощо. Фактично цією виставою Василь Василько зініціював створення театрального літопису Буковини і започаткував на українській сцені театр Ольги Кобилянської, завдяки чому через кілька років (Указ ВР УРСР від 21 червня 1954 року) «Чернівецькому державному українському драматичному театрові» було присвоєно ім'я славетної буковинської письменниці.

Колишній логотип театру.

Крім «Землі» Кобилянської, також було інсценізовано «У неділю рано зілля копала» та «Вовчицю». Також у репертуарі театру були: комедії Степана Васильченка «На перші гулі», Марка Кропивницького «Біда не кожному біда — іншому талан», «Українські вечорниці», історична драма «Лукіян Кобилиця» Я.Балковенка та Григорія Мізюна; з світового репертуару — «Отелло» за однойменною п'єсою Вільяма Шекспіра; з тогочасного радянського («Весняний потік» Зіновія Прокопенка, «Вода з отчої криниці» Василя Фольварочного) тощо. Справжнім виявом акторської та режисерської майстерності стали вистави за творами сучасних для 1960-х-1980-х років драматургів: Михайла Стельмаха, Нодара Думбадзе та інших, за які творчий колектив неодноразово отримував нагороди на чисельних фестивалях та конкурсах.
Географія гастрольних маршрутів театру сягала найвіддаленіших куточків Радянського Союзу, зокрема Новосибірську. Його виступи бачили практично в усіх радянських республіках, багатьох країнах соцтабору. Творчість отримувала позитивну оцінку глядачів, критики, громадських та державних організацій України, Білорусі, Молдови, Росії, Польщі, Румунії та багатьох інших країн.

## Персоналії театру
Художні керівники
- Марчак Юрій Михайлович (з 1997 по 2022 роки — директор-розпорядник, а згодом директор-художній керівник театру)
- Бутняк Іван Іванович (директор-художній керівник театру з листопада 2022)[8][9]

Головні режисери
- Василько Василь Степанович
- Борін Борис Абрамович
- Артеменко Костянтин Григорович
- Грипич Володимир Григорович
- Опанасенко Володимир Дмитрович
- Пивоваров Костянтин Григорович
- Колісник Петро
- Литвинчук Анатолій Григорович
- Селезінка Василь Михайлович
- Валько Роман
- Мосійчук Олег Петрович

Трупа театру
У різний час в театрі працювали багато відомих і популярних акторів та режисерів, серед яких нині задіяні (за алфавітом, в дужках вказані дати служби в театрі):
- Ананьєв Олександр Миколайович
- Анепська Діна Сергіївна
- Багуляк Валентин
- Барановський Віктор
- Безпольотова Валентина Володимирівна
- Бєляєв Микола
- Бордіян Маргарита
- Буда Сергій
- Бутковський Святослав
- Величко Юрій Олексійович
- Галл-Савальська Валентина Гаврилівна
- Глазнєв Вадим
- Головко Валентина
- Гоменюк Микола
- Губко Наталія
- Гунда Наталія
- Гуцан Роман
- Давидов Руслан
- Дадус Олександр
- Жихарський Віктор Андрійович
- Єгізарян Ернест
- Жук-Вовкун Лідія Сергіївна
- Зборлюкова Крістіна
- Зимня Валентина Іванівна
- Золотова Євгенія Борисівна — режисер
- Івахнюк Оксана
- Ільїна Ольга Олексіївна
- Кавулич Назарій
- Кавулич Сніжана
- Кільчицька-Дудка Ольга
- Козаковський Юрій Станіславович
- Колтун Анна-Марія
- Король Ксенія
- Костюк Валерія
- Кратко Арефій
- Кривицький Єгор
- Леончик Дмитро — режисер-постановник
- Лещик Василь Романович
- Лісний Леонід
- Луганська Лідія
- Маковійчук Мирослав
- Малиш Анна
- Міхневич Петро Герасимович
- Миколайчук Іван
- Муравін Ростислав
- Муранцев Дмитро
- Надкернична Люсьєна
- Надкерничний Олексій
- Нікітін Петро Іванович
- Новицька Світлана Валентинівна — керівник літературно-драматичної частини
- Піддубний Андрій Васильович
- Піта Марина
- Пономаренко Анатолій
- Попенко Лариса
- Попович Сезонтій
- Приходько Вікторія — балетмейстерка
- Проданюк Анна
- Ревізор Анна
- Репецький Андрій
- Рідуш Тарас Дмитрович
- Рошка Оксана — хормейстерка
- Рудницька Ольга Федорівна
- Савельєва Ксенія
- Савка Омелян Мафтейович (1944—2005)
- Садовнікова Ольга Іванівна
- Свідерська Ярослава
- Сіренко Микола
- Скрипка (Цісельська) Людмила Іванівна — головний режисер театру, народна артистка України[10]
- Сокирко Володимир Костянтинович
- Стаханов В'ячеслав
- Степанов Євген —режисер
- Столяренко-Муратов Прокіп Якович
- Тимку Марина
- Тимчишин Мар'яна
- Шептекіта Валерій Іванович
- Шнайдер Володимир — головний диригент
- Шутько Микола Олексійович
- Янушевич Ганна Яківна
- Яроцький Борис Іванович
- Розумовська Юлія Миколаївна
- Фестрига Роман
- Фіалко Нонна Григорівна
- Циганок Андрій

Художники
- Лассан Валентин Володимирович
- Магратій Петро Назарович
- Молдаван Михайло
- Нарбут Данило Георгійович
- Плаксій Олександр Семенович
- Січкар Яків

## Постановки театру
- 1941, 14 січня — «Лісова пісня» за драмою-феєрією Лесі Українки
- 1941, 28 травня — «Украдене щастя» за однойменною п'єсою Івана Франка
- 1944, 4 листопада — «Чому не гаснуть зорі» Олександра Копиленка; реж. Василь Василько
- «Земля» за повістю Ольги Кобилянської; реж. Василь Василько
- пєса-казка «Весела валіза» за А.Богачовою
- музична казка «День народження кота Леопольда» за Аркадієм Хайтом
- комедія «Дивна місіс Севідж[en]» за Джоном Патріком[en]
- музична казка «Жила собі Сироїжка» за В.Зиміним; реж. Володимир Грицак
- казка «Зачарована фея» за Воймілом Рабаданом[hr]
- казка «Золоте курча» за Володимиром Орловим
- містична драма «Калинова сопілка» за повістю «Казка про калинову сопілку» Оксани Забужко
- музична казка «Карлсон, який живе на даху» за текстами Астрід Ліндгрен
- драма «Мадам Боварі» Ярослава Стельмаха за романом Гюстава Флобера
- історія кохання «Мандрівні зорі, або життя — театр» за романом Шолом-Алейхема
- «Ольга за листами Ольги Кобилянської» — вистава про життя Ольги Кобилянської
- народна комедія-оперетка «Пан мандатор» за Сидором Воробкевичем
- комедія «Рятуйте, мене женять!» за Францем Ксавером Крьоцем[de]
- казка «Снігова королева» за Євгеном Шварцом
- сповідь «Сойчине крило» за однойменною новелою Івана Франка
- драма на «три життя» «Солодка Даруся» за романом Марії Матіос
- феєрія «Сон літньої ночі» за однойменною комедією Вільямом Шекспіром
- сценічні роздуми «Туга за майбутнім» навіяні поезією Віри Китайгородської
- лірична комедія «Тустеп і різний „мотлох“» за Р.Байєром
- фрашка-жарт «Як козам роги виправляють, або приборкання норовливої» Юрія Федьковича за п'єсою «Приборкання норовливої» Вільяма Шекспіра
- музична казка «Як Настуня ледь не стала марою» за Володимиром Ілюховим; реж. Володимир Ілюхов
- 2000, грудень — комедія «Різдвяна ніч» за повістю «Ніч перед Різдвом» Миколи Гоголя; реж. Олег Мосійчук
- 2001 — трагікомедія «Кайдашева сім‘я» за однойменною повістю Івана Нечуй-Левицького; реж. Олег Мосійчук
- 2011, 16 квітня — мелодрама «Ілюзії вальсу» за Ольгою Кобилянською
- 2011, 15 червня — хроніка життя «Тисяча снопів вітру» Івана Миколайчука
- 2011, 24 жовтня — комедія «Шалене суботнє надвечір'я» за Марселем Мітуа
- 2012, 1 січня — музична казка «Кішчин дім» за Самуїлом Маршаком
- 2012, 28 січня — притча «Лавина» за Тунджером Джудженоглу
- 2012, 21 квітня — музична комедія «Шельменко-денщик» за однойменною п'єсою Григорія Квітки-Основ'яненка
- 2012, 16 вересня — дитячий мюзикл «Ще раз про Червону Шапочку» за Юлієм Кімом; реж. Андрій Романов
- 2013, 26 січня — більше ніж комедія «Інцидент» за Луїджі Лунарі
- 2013, 20 квітня — містерія Купальської ночі «Паночка» Ніни Садур за повістю «Вій» Миколи Гоголя
- 2013, 15 червня — комедія «Кохання у стилі бароко» за Ярославом Стельмахом; реж. Андрій Романов
- 2013, 19 жовтня — драма «Земля» за повістю Ольги Кобилянської
- 2013 — музична казка «Білосніжка і семеро гномів» за братами Грімм; реж. Андрій Романов
- 2014, жовтень — комедійний мюзикл «Малюк» за п'єсою Ж. Д. Летраза; реж. Віталій Денисенко
- 2015, 25 квітня — музична кумедія-лубок «Сватання на Гончарівці» Г.Квітки-Основ‘яненко; реж. Віталій Денисенко
- 2015, 19 грудня — музична казка «Як стати справжнім бегемотом» О.Вітра; реж. Олександр Мірошниченко
- 2016, травень — комедія «Запечатаний двірник» Ю.Федьковича; реж. Мирослав Гринишин
- 2017, 25 березня — детективна історія людських пристрастей поза часом та місцем дії «Слуги і сніг» Айріс Мердок; реж. Людмила Скрипка
- 2017, 20 травня — love-story «Сяй, мій божевільний діаманте!» Айвон Менчелл; реж. Володимир Савінов
- 2017, 17 червня — сатирично-юридична комедія «Чесний суддя» Юрія Васюка; реж. Мирослав Гринишин[11]
- 2017, 21 жовтня — комедія «Павлинка» Янкі Купали; реж. Вадим Сікорський
- 2017, 22 листопада — «Лицар слова»Людмила Скрипка ; реж. Людмила Скрипка (вечір пам'яті до 100-річчя Михайла Івасюка)
- 2017, 24 грудня — музична казка «Коза-дереза» Сергія Кузика на музику Миколи Лисенка; реж. Сергій Кузик
- 2018, 31 березня — комедія оманливості почуттів «Дванадцята ніч, або Як собі хочете» за однойменною комедією Вільяма Шекспіра; реж. Дмитро Гусаков
- 2018, 16 червня — зворушлива комедія «Зірка без імені» за мотивами однойменної п'єси Михаїла Себастіана; реж. Людмила Скрипка
- 2018, 13 жовтня — «…Вір або не вір» за оповіданням «Не плачте за мною ніколи…» Марії Матіос; реж. Дмитро Леончик
- 2018, 25 листопада — «Поранкова душа» Василя Вовкуна з Ольги Кобилянської про Ольгу Кобилянську; реж. Василь Вовкун
- 2019, 26 січня — «Трагедія бунту» Петра Колісника за романом «Хіба ревуть воли, як ясла повні?» Панаса Мирного; реж. Петро Колісник[12]
- 2019, 30 березня — «Чудеса Мері» за мотивами книг про Мері Поппінс Памели Треверс; реж. Людмила Скрипка[13]
- 2019, 22 червня — фарс «Скапен-штукар» Мольєра; реж. Дмитро Гусаков
- 2019, 15 вересня — музична казка «Сніговик, який хотів познайомитися з Сонцем» Матея Вишняка; реж. Раду Гішаш (Румунія)[14]
- 2019, 16 листопада — дикий експеримент над любов‘ю «Зрадь мене» за п'єсою «Закон» Володимира Винниченка; реж. Людмила Скрипка[14]
- 2020, 4 жовтня — комедія в стилі рок-н-ролл «Тітонька на мільйон» за п'єсою «Тітка Чарлея»[en] Брендона Томаса[en]; реж. Людмила Скрипка
- 2020, 3 грудня — комедія «Габріель» за п‘єсою «Франція, Париж і чотири жіночі долі на перехресті століття» Мішеля Лоранса; реж. Юрій Кочевенко
- 2021, 6 лютого — «Подорож з ангелом» Миколи Яремківа за мотивами Петра Гладиліна[ru]; реж. Микола Яремків
- 2021, 7 травня — «Ніч на полонині» за драматичною поемою Олександра Олеся; реж. Вадим Сікорський[15]
- 2021, 28 листопада — комедія на дві дії «Вікенд на трьох» за п‘єсою «З пасхою!» Жана Пуаре; реж. Дмитро Мельничук
- 2021, 19 грудня — музична казка «Дюймовочка і метелик» А.Яблонської за Г. К. Андерсеном; реж. Дмитро Демков
- 2022, 21 травня — гуцульська чайна церемонія 18+ «Карпатський раж» за п'єсою «Екологічна балада» Ольги Мацюпи; реж. Дмитро Леончик
- 2022, 25 червня — єврейська душа «Сіді Таль. Аідише нешуме» за п'єсою «Сіді Таль. Танець над прірвою» Неди Нежданої; реж. Людмила Скрипка
- 2022, 8 жовтня — романтичний трилер «Двійник за контрактом» за п'єсою «Англійська рулетка, або Мільйон за контрактом» Е.Еліс, Р.Рііс; реж. Вадим Сікорський
- 2022, 3 грудня — театралізована розповідь «У пошуках щастя» за п‘єсами Василя Шевчука та текстами Григорія Сковороди; реж. Людмила Скрипка
- 2022, 17 грудня — сатира на дві дії «Мина. Історія перевертня» за п‘єсою «Мина Мазайло» Миколи Куліша; реж. Дмитро Леончик
- 2023, 28 січня — казка «Гном Джером і пів кілгорама цукру» Петра Маги за мотивами казки «Скупий Гном» Х. А. Лаіглесії; реж. Марія Мага
- 2023, 19 травня — трагедія «Ромео і Джульєтта» за п'єсою Вільяма Шекспіра; реж. Людмила Скрипка
- 2023, 23 вересня — трагіфарс «Біла пошесть» за Карелом Чапеком; реж. Дмитро Леончик
- 2023, 22 грудня — буковинська драма«Вовчиха» Ольги Кобилянської; реж. Людмила Скрипка
- 2024, 24 лютого — відважна пригода «Ріккі Тіккі Таві» Марини Смілянець; реж. Дмитро Леончик
- 2024, 7 травня — вистава-екскурсія «Фельнер&Гельмер презентують»
- 2024, 1 червня — #ліричнотрагікомічно «Кайдашева сім'я» за І.Нечуй-Левицьким; реж. Людмила Скрипка
- 2024, 19 жовтня — магічна комедія «Excomedy літньої ночі, або Який дурний весь рід людський» за сценарієм Вуді Алена; реж. Степан Пасічник
- 2024, 25 грудня — анімаційна казка «Котигорошко» Івана Бутняка; реж. Марина Богомаз
- 2025, TBA — ""; Людмила Скрипка
- 2025, TBA — «Тіні забутих предків» за М.Коцюбинським; реж. Андрій Приходько

Сцена-майстерня
- 2023, 4 квітня — «Фаустпатрон» Івана Бутняка; реж. Іван Бутняк[16][17]
- 2023, 25 травня — сімейна сага «Мати Гіркого (гугл транслейт)» за Лєною Лягушонковою; реж. Дмитро Леончик
- 2023, 22 листопада - трагікомедія «Величне століття. Веселе» Сергія Кулибишева; реж. Сергій Кулибишев
- 2024, 20 квітня - казка для маленьких і великих людей «Казки на поді»; реж. Марина Богомаз
- 2024, 27 червня - бурлеск «Вечірнє шоу фрекен Хільдур Бок» О.Михайлова; реж. Дмитро Леончик
- 2024, 20 вересня - гуцульська чайна церемонія 18+ «Карпатський раж» за п'єсою «Екологічна балада» Ольги Мацюпи; реж. Дмитро Леончик

Сцена панорама
- 2023, 19 серпня — казка для сімейного перегляду «Принцеса А-Чому» Івана Бутняка; реж. Іван Бутняк

## Фестивалі
Починаючи з 2005 року кожного жовтня в Чернівцях проходить щорічний регіональний фестиваль комедії «Золоті оплески Буковини», у якому беруть участь провідні театральні колективи України, Білорусі, Росії, Румунії тощо.
У свою чергу Чернівецький музично-драматичний театр ім. Ольги Кобилянської регулярно бере участь у фестивалях театрального мистецтва, що відбуваються як в Україні так і за кордоном. На фестивалі «Прем'єри сезону-2011» в Івано-Франківську молодий чернівецький актор Григорій Руденко-Краєвський здобув перемогу у номінації «найкращий дебют» (за роль Лейбла у виставі «Мандрівні зорі, або Життя-Театр» за Шолом-Алейхемом). За резульатами 6-го Міжнародного театрального фестивалю «HOMO LUDENS» («Людина, що грає») у Миколаєві Чернівецький муздрамтеатр отримав спеціальний диплом «За громадянську позицію, майстерність і творче натхнення», а вистава «Лавина» (за Тунджером Джудженоглу) перемогла в чотирьох номінаціях: «найкращий акторський дует» (Анна Моргунова і Олексій Надкерничний), «найкраща режисерська робота» (Людмила Скрипка), «найкраща чоловіча роль другого плану» (Богдан Братко), «найкраща молода артистка» (Анна Моргунова).

## Театральна студія
З вересня 2013 року при Чернівецькому музично-драматичному театрі ім. Ольги Кобилянської організовано «театральну студію», у які навчаються діти, віком від 8 до 15 років. У програмі навчання: розвиток уваги та уяви, сценічна мова та голос, пластична свобода, акторська майстерність, практика на сцені та участь у виставах.
У 2019 році курс актора театру Дмитра Леончика представив виставу «Кіндер сюрприз», а курс актора театру Олексія Надкерничного — «Той самий Мюнхаузен».

## Партнери
Спонсори театру: ТОВ «Машзавод», ТДВ «Трембіта», Трикотажна фірма «Арніка».
Інформаційну підтримку надають Чернівецька обласна державна телерадіокомпанія, Телеканал «Чернівці», радіо «Блиск», Радіо 103,2 FM, «Портал Культура», «БукІнфо», портали «vsemisto.info», «BukNews», «Буковина online», «Буковинська бізнес-довідка».

## Галерея

Творчий колектив Чернівецького театру сезону 1906/1907
Творчий колектив Чернівецького театру сезону 1906/1907
Творчий колектив Чернівецького театру сезону 1907/1908
Творчий колектив Чернівецького театру сезону 1908/1909
Творчий колектив Чернівецького театру сезону 1910/1911
Творчий колектив Чернівецького театру сезону 1919/1920